# Iryna Brémond
Iryna Brémond (ur. 5 października 1984 w Mińsku) – francuska tenisistka, do lutego 2011 reprezentująca Białoruś i nosząca nazwisko Kurjanowicz. W lutym 2011 wyszła za mąż za swojego trenera Erica Brémonda i zmieniła obywatelstwo na francuskie.
Pierwszy profesjonalny mecz w karierze rozegrała w październiku 1999 roku, biorąc udział dzięki dzikiej karcie w turnieju rangi ITF w Mińsku. Przez następne dwa lata grała głównie w eliminacjach do turniejów ITF, ale poza nielicznymi wyjątkami, kończyła swój udział właśnie na rundach kwalifikacyjnych. Podczas zawodów w Poznaniu w 2002, po przejściu kwalifikacji dotarła do ćwierćfinału turnieju głównego. Pierwszy turniej wygrała w 2006 roku − w Nantes. W 2007 wygrała kolejne dwa turnieje, w Wielkiej Brytanii i w Izraelu. W sumie wygrała piętnaście turniejów w grze singlowej i jedenaście w deblowej rangi ITF.
W 2006 w grudniu, po raz pierwszy w karierze, wzięła udział w eliminacjach do turnieju WTA w Auckland, ale przegrała w pierwszej rundzie z Virginie Razzano. W następnym roku zagrała w kwalifikacjach do trzech turniejów wielkoszlemowych, w Roland Garros, Wimbledonie i US Open. Za każdym razem kończyła swój udział na pierwszej rundzie, przegrywając odpowiednio z Ahshą Rolle, Stéphanie Cohen-Aloro i Yuriką Semą. W 2011 otrzymała od organizatorów "dziką kartę" do turnieju głównego French Open, gdzie odpadła w drugiej rundzie po przegranej z Robertą Vinci.

## Wygrane turnieje rangi ITF
| turnieje z pulą nagród 100 000 $ |
| turnieje z pulą nagród 75 000 $  |
| turnieje z pulą nagród 50 000 $  |
| turnieje z pulą nagród 25 000 $  |
| turnieje z pulą nagród 15 000 $  |
| turnieje z pulą nagród 10 000 $  |

|     | Data       | Turniej             | Kat. | ($)    | Naw.   | Finalistka             | Wynik         |
| 1.  | 08/10/2006 | Nantes              | ITF  | 25 000 | twarda | Caroline Maes          | 1:6, 7:5, 6:1 |
| 2.  | 18/11/2007 | Sunderland          | ITF  | 10 000 | twarda | Christina Wheeler      | 6:1, 6:0      |
| 3.  | 25/11/2007 | Ramat ha-Szaron     | ITF  | 10 000 | twarda | Mika Urbancic          | 6:2, 6:0      |
| 4.  | 28/06/2009 | Rotterdam           | ITF  | 10 000 | ziemna | Danielle Harmsen       | 6:4, 6:2      |
| 5.  | 02/08/2009 | Rabat               | ITF  | 10 000 | ziemna | Nadija al-Alami        | 4:6, 6:3, 6:1 |
| 6.  | 13/09/2009 | Alphen aan den Rijn | ITF  | 25 000 | ziemna | Johanna Larsson        | 6:3, 6:3      |
| 7.  | 28/03/2010 | Gonesse             | ITF  | 10 000 | ziemna | Giulia Gatto-Monticone | 6:0, 6:3      |
| 8.  | 31/10/2010 | Stambuł             | ITF  | 25 000 | twarda | Andrea Hlaváčková      | 3:6, 6:1, 7:5 |
| 9.  | 20/02/2011 | Majorka             | ITF  | 25 000 | ziemna | Sofija Kowalec         | 6:2, 6:3      |
| 10. | 27/03/2011 | Kunming             | ITF  | 25 000 | twarda | Zarina Dijas           | 1:6, 6:2, 6:3 |
| 11. | 03/04/2011 | Wenshan             | ITF  | 50 000 | twarda | Ani Mijačika           | 7:5, 3:6, 7:5 |
| 12. | 17/07/2011 | Contrexéville       | ITF  | 50 000 | ziemna | Stephanie Foretz       | 6:4, 6:7, 6:2 |
| 13. | 31/07/2011 | Vigo                | ITF  | 25 000 | twarda | Julie Coin             | 7:6, 1:6, 7:6 |
| 14. | 09/10/2011 | Palembang           | ITF  | 25 000 | twarda | Ayu-Fani Damayanti     | 6:2, 6:3      |
| 15. | 25/03/2012 | Gonesse             | ITF  | 10 000 | ziemna | Audrey Bergot          | 7:6(2), 6:3   |